# Guillaume Le Floch Decorchemont
 (avril 2018).
Si vous disposez d'ouvrages ou d'articles de référence ou si vous connaissez des sites web de qualité traitant du thème abordé ici, merci de compléter l'article en donnant les références utiles à sa vérifiabilité et en les liant à la section « Notes et références ».
Guillaume Le Floch Decorchemont, né le 2 février 1995 à Corbeil-Essonnes (Essonne), est un kayakiste français. Il s'entraîne au Pôle France INSEP/Vaires sur Marne depuis 2014. Il était auparavant lycéen en Pôle Espoir à Caen en Normandie.

## Carrière sportive internationale
À l'âge de 8 ans, il débute le kayak au Club de Corbeil-Essonnes avec Jêrome Guillonet comme entraîneur de l'école de pagaie. Rapidement il se tourne vers le kayak polo, puis vers la course en ligne. Il gagne en 2008 le challenge National Minimes à Dijon.
Il remporte en 2009 la médaille d'argent aux Olympic Hopes en k2 200m avec Florian Fillon, puis se sélectionne pour la première fois en Equipe de France Junior en 2010 alors qu'il est cadet 2.
En 2014, il est sélectionné en Équipe de France -23 ans et remporte en sénior 1, une médaille d'argent aux Championnats d'Europe -23 ans en k2 200m avec Franck Le Moël.
En 2016 il est sélectionné pour la première fois en équipe de France senior.
En 2017, il remporte ses premières médailles en coupe du monde (1 médaille d'or en k2 500m, 2 médailles d'argent en k2 et k4 500m). Il participe à ses premiers Championnats du monde senior où il termine 5ème en k2 500m avec Sébastien Jouve et 7ème en k4 500m avec Sébastien Jouve, Maxime Beaumont, et Etienne Hubert.
En 2018, il devient Vice Champion du monde -23ans en monoplace sur la distance de 500m.
Il remporte la médaille de bronze en K-4 500 mètres lors des Championnats d'Europe de course en ligne de canoë-kayak 2022 à Munich.

## Carrière sportive nationale
Il débute le kayak au Club de Corbeil-Essonnes où il sera licencié durant 13 ans. Il remporte un grand nombre de médailles aux championnats de France (9) pendant ses années cadet et junior. En 2015 il quitte le club de Corbeil-Essonnes, pour se licencier au Club de Condé-sur-Vire.

## Carrière professionnelle
Guillaume effectue ses années de lycée en sport étude à Caen au lycée Pierre-Simon de Laplace. Il est ensuite diplômé d'un DUT Mesures Physiques à l'IUT de Créteil- Vitry et est actuellement en licence professionnelle métrologie et qualité des matériaux et objets finis.

## Palmarès international

### Coupe du monde
- Coupe du monde 2017 à Szeged :
  -  Médaille d'or en k2 500 m.

- Coupe du monde 2017 à Belgrade :
  -  Médaille d'argent en K-4 500 m.
  -  Médaille d'argent en K-2 500 m.

### Championnats d'Europe
- Championnats d'Europe de course en ligne de canoë-kayak 2022 à Munich :
  -  Médaille de bronze en K-4 500 m.

### Jeux méditerranéens
- Jeux méditerranéens de 2018 à Tarragone :
  -  Médaille d'argent en K-2 200 m.

### Championnats du Monde U23
- Mondiaux 2018 à Plovdiv
- Médaille d'argent en K-1 500 m.

### Championnats d'Europe
- Championnats d'Europe U23 ans de course en ligne de canoë-kayak 2014 à Mantes-la-Jolie :
  -  Médaille de bronze en K-2 200 m.